# Chapelle Sainte-Marguerite de Villaines-en-Duesmois
La chapelle Sainte-Marguerite est un édifice religieux catholique situé à Villaines-en-Duesmois dans le département de la Côte-d'Or, en France.

## Localisation
Aussi appelé chapelle du presbytère, l'édifice est situé dans le département français de la Côte-d'Or dans le hameau de Vaugimois sur la commune de Villaines-en-Duesmois.

## Architecture
La chapelle Sainte-Marguerite est romane et pourvue d'un clocher-arcade.
Elle est composée d’une nef plafonnée unique avec un chœur à fond plat et aveugle.

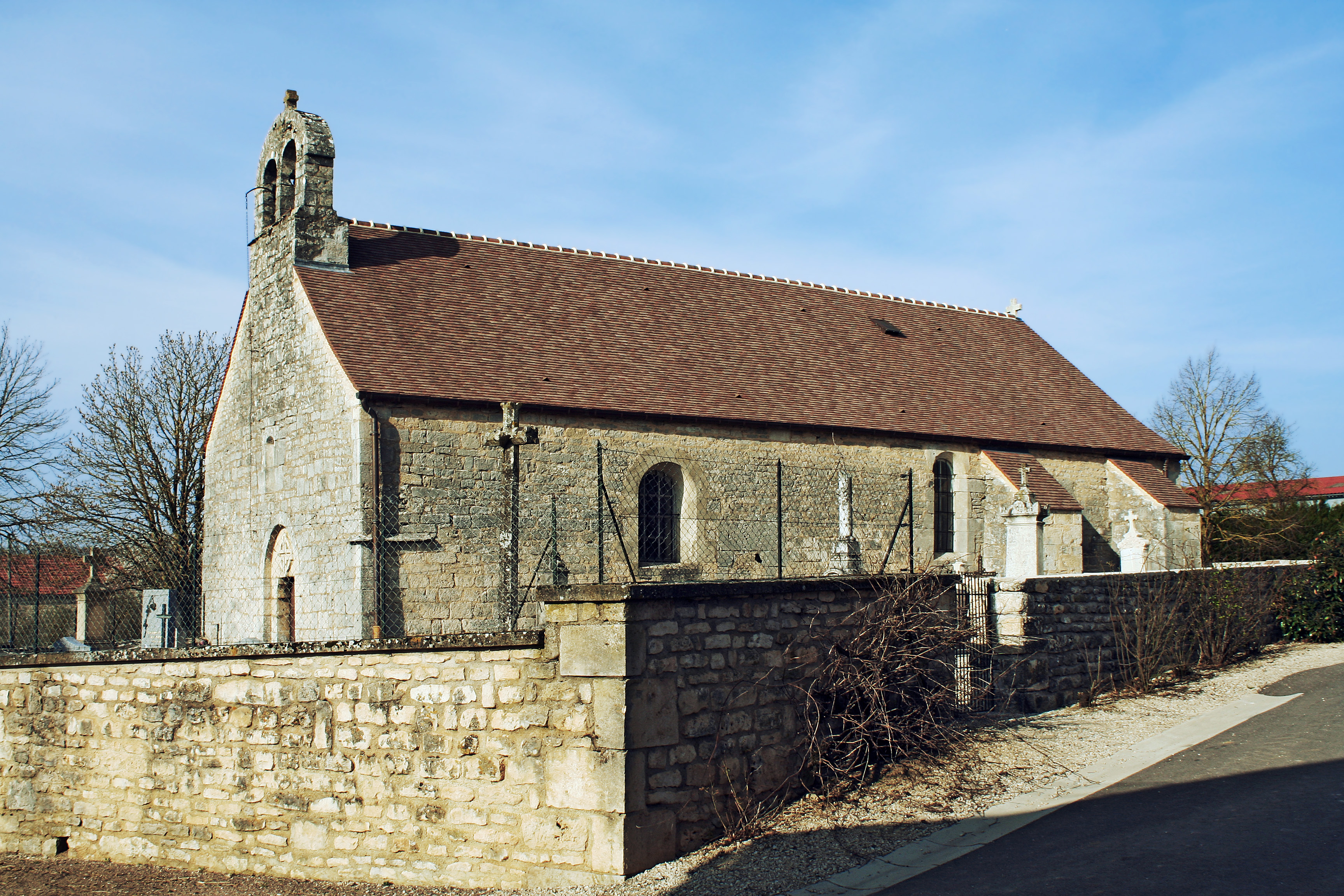
Enclos paroissial.
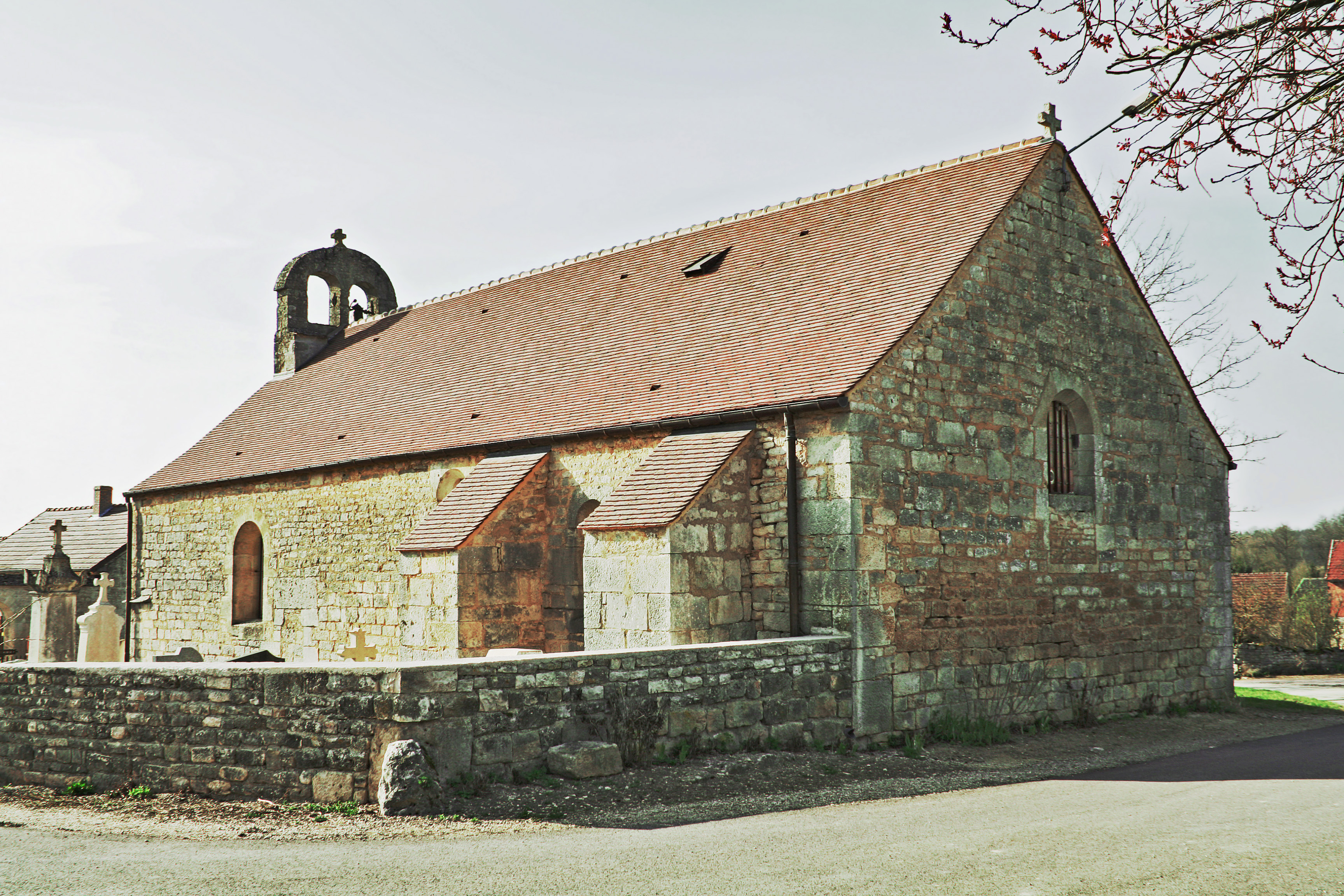
Abside.

## Mobilier
Le mobilier liturgique (autel, tabernacle, …) est classé à l’Inventaire général du patrimoine culturel ainsi qu’une importante statuaire :
- 2 Vierges à l’Enfant (XIVe ,  XVe siècle),
- Sainte-Marguerite(XVe siècle),
- Saint-Sébastien (XVIe siècle),
- Christ en croix (XVIe siècle),
- Sainte-Reine (XIXe siècle)[1].
- Les fonts baptismaux sont entourés d'une balustrade du XVIe siècle.
- La chapelle présente des dalles funéraires.

## Historique
La chapelle est construite au XVe siècle.
Elle est inscrite aux monuments historiques par arrêté du 8 décembre 1927.